# Norbreck
Norbreck – dzielnica w Anglii, w Lancashire, w dystrykcie (unitary authority) Blackpool. W 2011 miejscowość liczyła 6206 mieszkańców.